# Markiesje
Markiesje   är en hundras från Nederländerna. Den är en dvärghund av spanieltyp. Namnet syftar på en särskild videkorg i vilken hunden skulle få plats. Den organiserade aveln påbörjades 1977 när en rasklubb bildades. Sedan 1999 är rasen nationellt erkänd av den nederländska kennelklubben Raad van Beheer op Kynologisch Gebied in Nederland (RKN).